# VM i markhåndbold 1956 (kvinder)
Verdensmesterskabet i håndbold (udendørs) for damer i 1956 var den anden udendørs VM-slutrunde for kvinder, og den blev afholdt i Tyskland i perioden 1. – 8. juli 1956.
Fire lande spillede først en kvalifikationsrunde. Derefter de resterende seks hold en hovedrunde med 2 grupper á 3 hold efterfulgt af placeringskampe. 

## Kvalifikationsrunde
- Jugoslavien – Holland 7-6
- Rumænien – Polen 3-2

## Hovedrunde
| Gruppe A               |                        |                        |       |
| Tyskland - Jugoslavien | Tyskland - Jugoslavien | Tyskland - Jugoslavien | 5-2   |
| Ungarn - Jugoslavien   | Ungarn - Jugoslavien   | Ungarn - Jugoslavien   | 5-4   |
| Tyskland - Ungarn      | Tyskland - Ungarn      | Tyskland - Ungarn      | 4-4   |
|                        | Kampe                  | Mål                    | Point |
| Tyskland               | 2                      | 9-6                    | 3     |
| Ungarn                 | 2                      | 9-8                    | 3     |
| Jugoslavien            | 2                      | 6-10                   | 0     |

| Gruppe B            |                     |                     |       |
| Rumænien - Østrig   | Rumænien - Østrig   | Rumænien - Østrig   | 3-1   |
| Rumænien - Frankrig | Rumænien - Frankrig | Rumænien - Frankrig | 5-2   |
| Østrig - Frankrig   | Østrig - Frankrig   | Østrig - Frankrig   | 4-4   |
|                     | Kampe               | Mål                 | Point |
| Rumænien            | 2                   | 8-3                 | 4     |
| Østrig              | 2                   | 5-7                 | 1     |
| Frankrig            | 2                   | 6-9                 | 1     |

### Kamp om 5.-6.pladsen
- Jugoslavien – Frankrig 10-3

### Bronzekamp
- Ungarn – Østrig 8-6

### Finale
- Rumænien – Tyskland 6-5

### Slutstilling
1. Rumænien,
2. Tyskland,
3. Ungarn,
4. Østrig,
5. Jugoslavien,
6. Frankrig.